# Панов Костянтин Миколайович
Костянтин Миколайович Панов (1933, село, тепер Нижньогородської області, Російська Федерація — 5 вересня 2005, місто Нижній Новгород, Російська Федерація) — радянський діяч, новатор виробництва, бригадир судноскладальників цеху СК-3 заводу «Красное Сормово» міста Горького (Нижнього Новгороду). Кандидат у члени ЦК КПРС у 1981—1986 роках. Член ЦК КПРС у 1986—1990 роках. Депутат Верховної Ради РРФСР 10-го скликання.

## Життєпис
У 1947—1950 роках — колгоспник колгоспу «Красные Желобки» Горьковської області.
У 1950—1954 роках — робітник, перевіряльник суднокорпусного цеху заводу «Красное Сормово» міста Горького.
З 1954 по 1956 рік служив у Радянській армії.
У 1956—1962 роках — судноскладальник, у 1962—1988 роках — бригадир судноскладальників цеху СК-3 заводу «Красное Сормово» міста Горького.
У 1967 році закінчив вечірню середню школу робітничої молоді міста Горького.
Член КПРС з 1967 року.
З 1988 року — майстер виробничого навчання спеціального професійно-технічного училища № 5 міста Горького (Нижнього Новгороду).
Потім — на пенсії в місті Нижньому Новгороді.

## Нагороди і звання
- орден Леніна
- орден Жовтневої Революції
- медалі
- Державна премія СРСР (1979) — за видатні досягнення в машинобудівному виробництві на основі підвищення ефективності використання виробничих потужностей